# Semyonovka
Semyonovka (en arménien Սեմյոնովկա) est une communauté rurale du marz de Gegharkunik, en Arménie. Fondée par des Russes en 1849, elle compte 248 habitants en 2008.